# American Hotel
L'American Hotel, connu localement sous le nom d'Hôtel Américain et commercialement sous le nom de Hard Rock Hotel Amsterdam American, est un hôtel-café-restaurant néerlandais, situé sur la Leidseplein à Amsterdam et doté d'une salle de lecture Art nouveau. Il est bordé par la Marnixstraat au nord et le Singelgracht au sud, dans l'arrondissement Centre.

## Histoire
L'hôtel actuel est construit à partir 1900 selon les plans des architectes Willem Kromhout et H.G. Jansen dans le style de Berlage pour une inauguration en 1902. Il remplace un précédent hôtel dessiné par Eduard Cuypers, ouvert en 1881, tout en conservant son nom. De 1927 à 1928, un agrandissement est réalisé d'après un projet de l'architecte G.J. Rutgers en collaboration avec K. Bakker, inauguré en 1929. Une nouvelle extension est inaugurée en 1954. Le site est classé au patrimoine national depuis 1974.
Depuis 2020, l'hôtel arbore la marque du groupe Hard Rock.

## Galerie

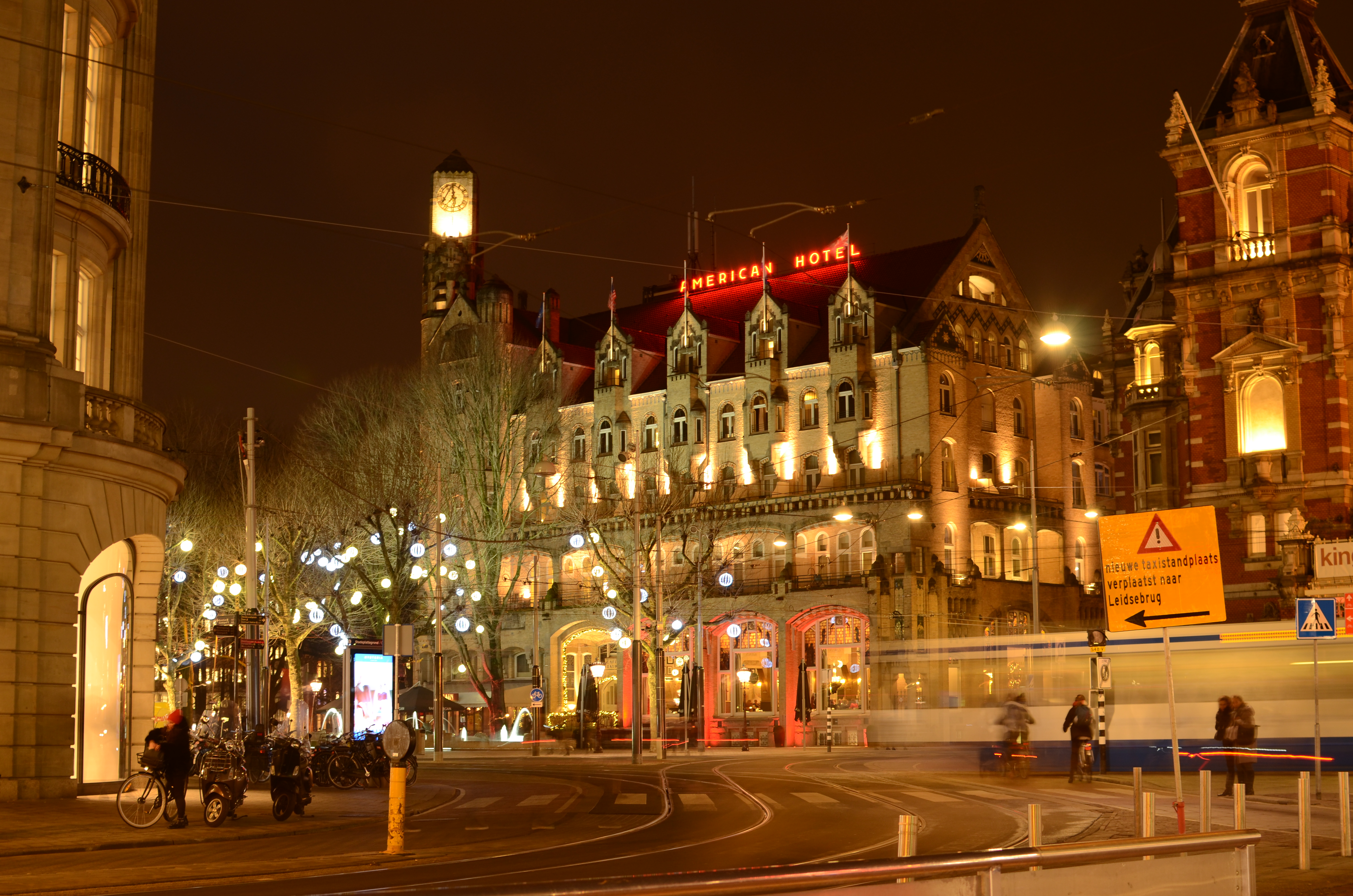
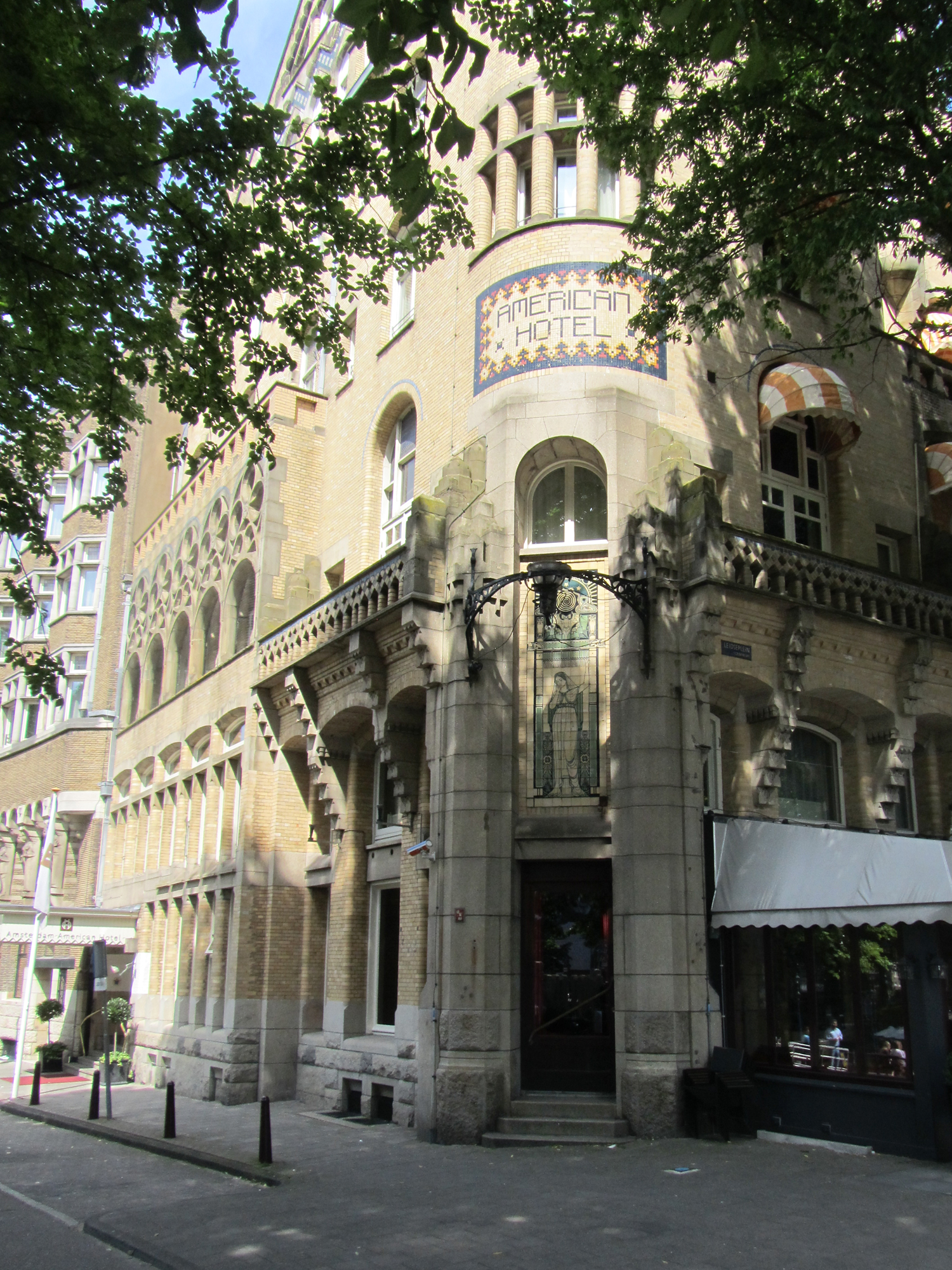
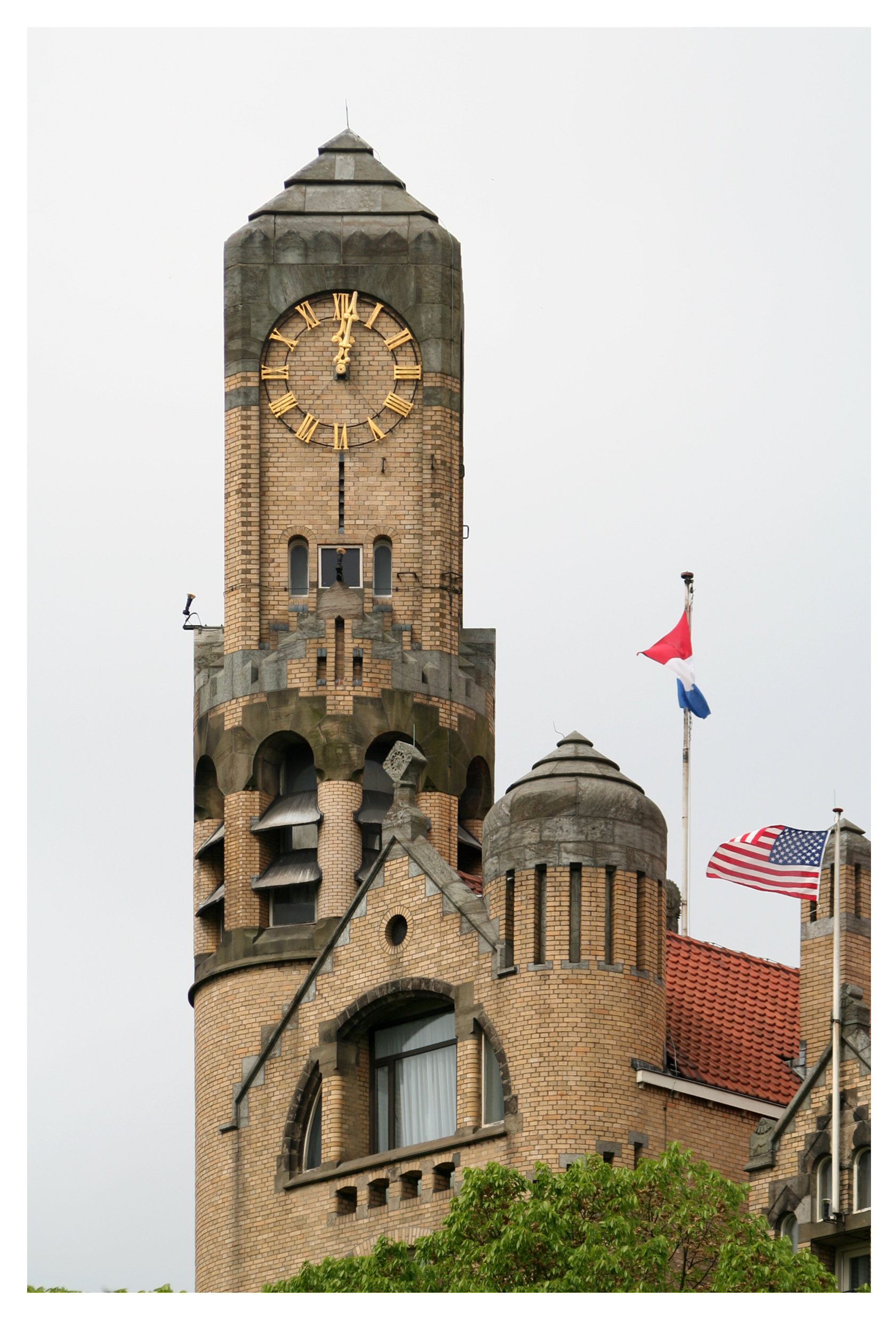
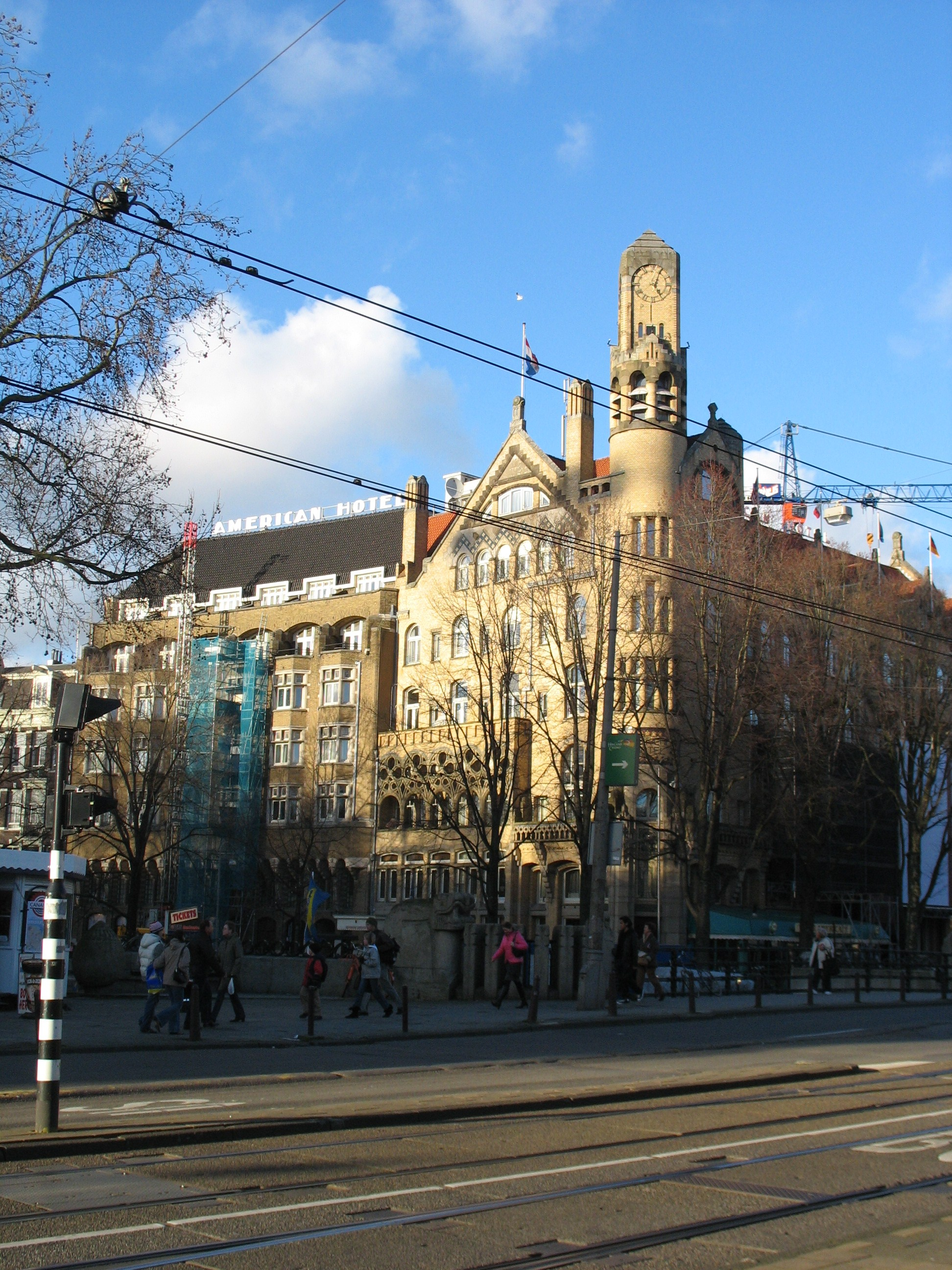
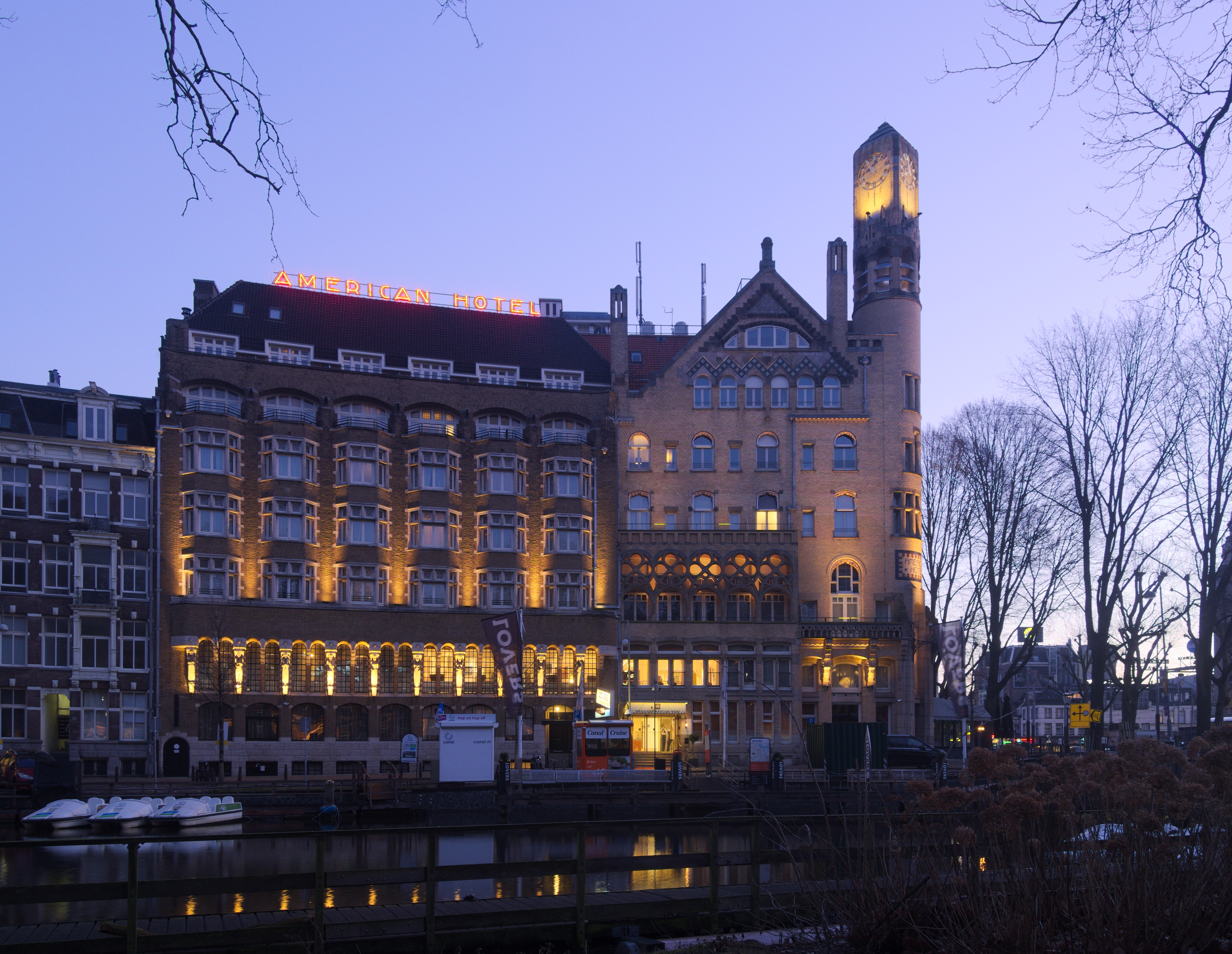
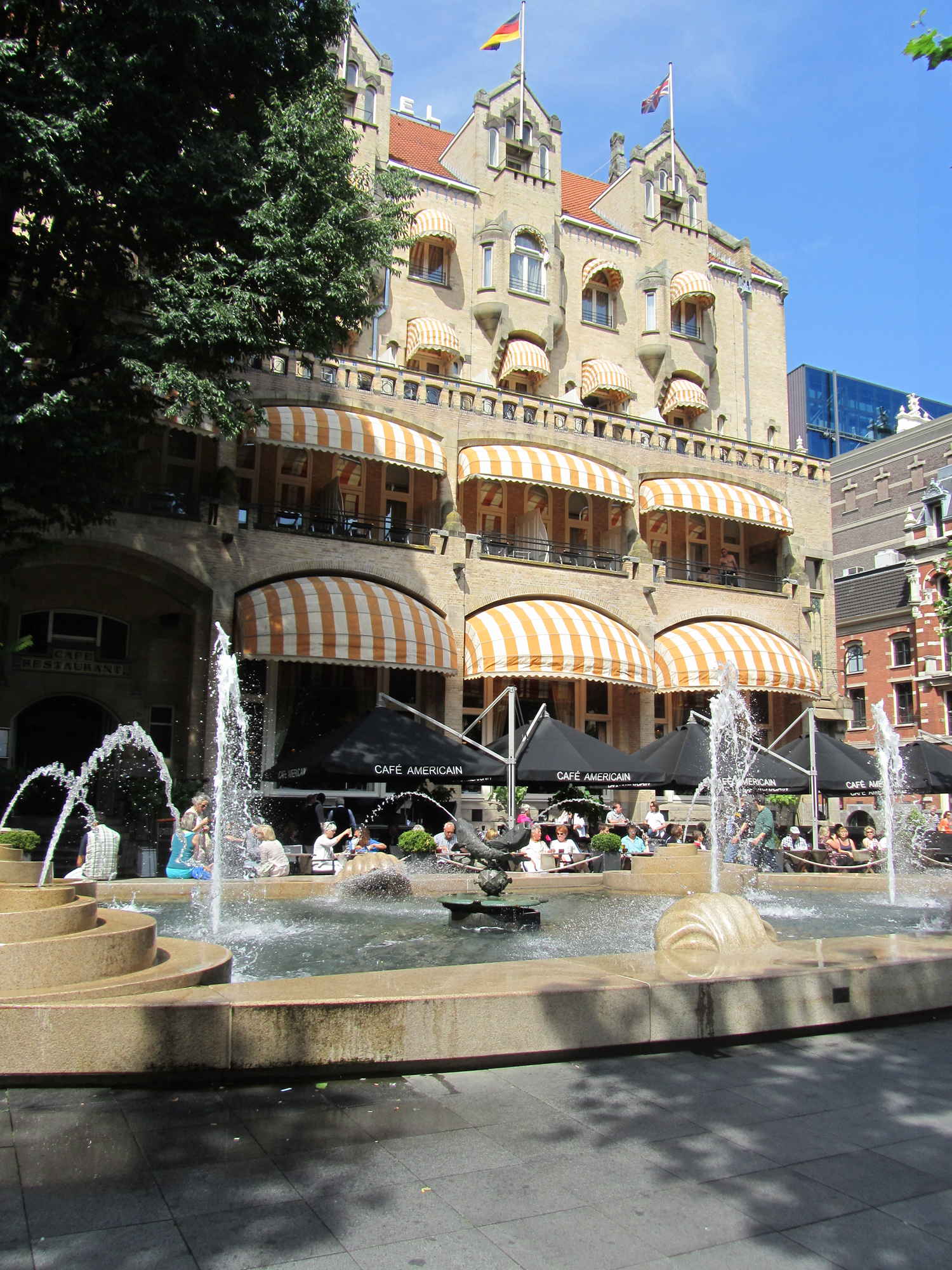